# Cappsia
Cappsia é um gênero de mariposa pertencente à família Crambidae.